# 소결핵균
소결핵균(-結核菌)은 서서히 자라는(세대 시간이 16 ~ 20 시간) 호기성 세균으로, 소 결핵의 원인이 된다. 소결핵균은 종의 장벽을 뛰어 넘어 사람에 결핵을 발병시키기도 한다.

## 발병
소결핵균은 통상 감염된 우유를 통해 사람에게 전염되며, 에어로졸 방울로도 퍼질 수 있다. 감염된 우유의 세균은 저온살균으로 죽기 때문에 실제로 사람이 감염되는 경우는 드물다. 뿐만 아니라, 소들은 무작위로 질병을 검사받고 감염된 경우 살처분된다. 어쨌거나, 저온살균이 일상적이지 않은 개발도상국에서는 사람이 소결핵균으로 결핵에 걸리는 것은 상대적으로 흔하다.

## 치료
소결핵균은 선천적으로 피라진아마이드에 내성이 있다. 따라서, 표준 치료로 이소니아지드와 리팜피신을 9개월간 사용한다. 어쨌든, 대부분의 결핵에 걸린 소들은 도태된다.

## 같이 보기
- 수의학